# Frowin von Hutten († 1479)
Frowin von Hutten (* vor 1450; † Juni 1479) war ein deutscher Ritter.

## Leben
Frowin entstammt dem fränkischen Adelsgeschlecht derer von Hutten aus der Linie Stolzenberg. Er war der Sohn von Johann von Hutten und (vermutlich) dessen zweiter Frau Margareta von Eberstein. Das Geburtsjahr von Frowin ist nicht überliefert. Da Frowin ab 1458 urkundlich in Erscheinung tritt, darf man von einem Geburtsdatum um einige Jahre vor 1450 ausgehen. Die Geschwister Frowins waren Johann (Hans), Katharina und Gerhusa sowie der früh verstorbene Halbbruder Andreas aus der ersten Ehe von Frowins Vater.
Ab 1458 tritt Frowin in verschiedenen Zusammenhängen urkundlich in Erscheinung. Zuerst tritt er 1458 als Schlichter eines Streites zwischen Graf Philipp von Hanau d. Ä. und Lorenz von Hutten in Erscheinung. Er war ein Gefolgsmann der Grafen von Hanau. Im Jahre 1466 schlossen Frowin, sein Bruder Hans und sein Onkel Ludwig einen Vergleich über die Nutzung der Burg Steckelberg mit ihren Verwandten Lorenz (Linie Gronau/Steckelberg), Bartholomäus und Jost (Linie Franken/Unterhutten) unter der Vermittlung des Würzburger Bischofes Rudolf II. von Scherenberg.
Im Jahre 1472 schlossen Frowin, sein Bruder Hans und sein Onkel Ludwig einen Burgfrieden über „ihre Schlösser“ Stolzenberg, Soden, Salmünster und Hausen sowie benannten Bezirk. Über diesen Burgfrieden kam es zu Streitigkeiten mit anderen Adeligen, unter anderem Johann von Nordeck zu Rabenau. Die Kläger bekamen Recht zugesprochen, der Fuldaer Abt Johann II. warf daraufhin Frowin vor, den Burgfrieden widerrechtlich geschlossen zu haben, da nur dem Abt als Lehensherrn dies zugestanden hätte. Ein Vergleich mit Johann Nordeck von Rabenau über diesen Burgfrieden sowie das Wittum des Ludwig von Hutten und die Kinder des Giso von Bibergau wurde im Jahr 1476 vor einem Notar in Wenings bekundet.
Im Oktober 1478 erhielt Frowin aus einer Erbteilung einen dritten Teil zu Hirschfeld und Kolitzheim.
Am kaiserlichen Kammergericht wurde von Graf Otto von Henneberg ein Prozess gegen Frowin und Konrad von Hutten geführt. In diesem Prozess wurde Frowin in Abwesenheit wegen Landfriedensbruchs verurteilt. Vermutlich ging es um eine Fehde zwischen denen von Hutten und Otto von Henneberg in den Jahren 1472 und 1473, die sich in hennebergischem Gebiet um Hammelburg und im huttischen Gericht Jossgrund (huttisches Kondominat mit Thüngen und Hanau) abspielte.
Frowin wurde zum Vormund der Kinder Jakob, Hans und Frowin seines Bruders Johann (Hans). Sein Bruder Hans starb 1473 in der schon angesprochenen Fehde mit dem Grafen Otto von Henneberg.
Frowin war Mitglied in dem von Graf Wilhelm von Henneberg gestifteten Orden der Waffenbrüder (auch als Christopherus-Bruderschaft bezeichnet) mit Sitz im Kloster Veßra. Frowin erzog seine Neffen im Geist dieses Ordens „sittenstreng im christlichen Glauben und zu ritterlichen Tugenden“.
Frowin starb im Jahre 1479 an Fronleichnam (vermutlich 10. Juni).